# Apotactis
Apotactis là một chi bướm đêm thuộc họ Gelechiidae.